# Isola Zamogil'nyj
L'isola Zamogil'nyj (in russo остров Замогильный, ostrov Zamogil'nyj) è un'isola russa, bagnata dal mare di Barents.
Amministrativamente fa parte del circondario cittadino (gorodskoj okrug) della città chiusa di Zaozërsk dell'oblast' di Murmansk, nel Circondario federale nordoccidentale.

## Geografia
L'isola è situata all'interno del golfo della Zapadnaja Lica (губа Западная Лица), lungo la costa centro-meridionale del golfo Motovskij, che è parte del mare di Barents. Dista dalla terraferma, nel punto più vicino, circa 60 m.
Zamogil'nyj è un'isola irregolare che si trova lungo la costa nordoccidentale del golfo della Zapadnaja Lica, poco a sud dello stretto Zapadnyj (пролив Западный), creato dall'isola Kuvšin con il continente.

Misura circa 425 m di lunghezza e 290 m di larghezza massima. Raggiunge l'altezza massima di 34 m s.l.m. nella parte centrale.

## Isole adiacenti
Nelle vicinanze di Zamogil'nyj si trovano:
- Isole Vičany (острова Вичаны), 4,7 km a est, sono un gruppo composto da due isole principali e alcuni scogli e isolotti. (69°28′40″N 32°39′45″E)
- Isola Bljudce (остров Блюдце), 5 km a est di Zamogil'nyj, è una piccola isola ovale, orientata in direzione ovest-est. (69°29′23.8″N 32°38′01″E)
- Isola Kuvšin (остров Кувшин), 1,5 km a nord di Zamogil'nyj, è un'isola di forma allungata irregolare, che divide in due l'ingresso del golfo della Zapadnaja Lica. (69°29′56″N 32°32′20″E)
- Isole di Lopatkin (острова Лопаткина), 4,1 km a sudovest di Zamogil'nyj, sono due isole situate al centro del golfo della Zapadnaja Lica, nei pressi delle basi navali Malaja Lopatka e Bol'šaja Lopatka. (69°26′57″N 32°24′33″E)